# Talca (província)
Talca é uma província do Chile localizada na região de Maule. Possui uma área de 9.937,2 km² e uma população de 405.000 habitantes. Sua capital é a cidade de Talca. 

## Comunas
A província está dividida em 9 comunas:
- Talca
- San Clemente
- Pelarco
- Pencahue
- Maule
- Curepto
- Constitución
- Empedrado
- Río Claro